# Ivan Šprlje
Ivo Šprlje (MatijevićI, 14. kolovoza 1947. – Dubrovnik, 8. studenoga 2007.), župan Dubrovačko-neretvanske županije u dva mandata, član SDP-a, i gospodarstvenik. U više navrata obnašao je dužnosti predsjednika nogometnog kluba "Neretva" i rukometnog kluba "Metković". Smatra se začetnikom ideje o izgradnji Pelješkog mosta kojim bi se spojilo Komarnu i Pelješac, te time ujedinilo Dubrovnik s maticom zemljom. Šprlje će ostati zapamćen i kao prvi SDP-ov, 'crveni' župan u Republici Hrvatskoj, koji je na čelu Dubrovačko-neretvanske županije ostao od 1998. do 2005. godine, a zbog svoje ideje o izgradnji Pelješkog mosta u kampanji za županijske izbore 2003. godine proglašen je županom koji povezuje i spaja.